# Bo Jackson
Vincent Edward "Bo" Jackson (ur. 30 listopada 1962 w Bessemer, Alabama) – amerykański futbolista i baseballista.
Jedyny zawodnik w historii, który wystąpił w meczu gwiazd dwóch lig zawodowych w USA: Mecz Gwiazd MLB i NFL Pro Bowl. Wybrany przez ESPN najlepszym sportowcem w historii. W barwach Auburn University wygrał w 1985 Heisman Trophy, doroczną nagrodę dla najlepszego akademickiego futbolisty.
W 1989 i 1990 twarz kampanii Nike ze sloganem Bo Knows, promującą uniwersalne obuwie sportowe do uprawiania różnych dyscyplin sportu, sygnowane jego nazwiskiem. Po kontuzji biodra w 1991, której nabawił się podczas kariery futbolowej, skupił się na karierze w MLB, dokończył także studia, a także rozpoczął karierę aktora w serialach (m.in. Świat według Bundych) oraz filmach (Komora).
| Nagroda/wyróżnienie                        | Lata | Źródło |
| College football, National Football League |      |        |
| Heisman Trophy                             | 1985 | [ 3 ]  |
| Walter Camp Award                          | 1985 | [ 7 ]  |
| Pro Bowl                                   | 1990 | [ 2 ]  |
| Major League Baseball                      |      |        |
| All-Star                                   | 1989 | [ 2 ]  |
| All-Star Game MVP                          | 1989 | [ 2 ]  |